# Transporte en Etiopía
El transporte en Etiopía está supervisado por el Ministerio de Transportes y Comunicaciones del país. En los últimos años, las autoridades federales de Etiopía han aumentado significativamente la financiación para la construcción de ferrocarriles y carreteras para construir una infraestructura que permita un mejor desarrollo económico.

## Ferrocarriles

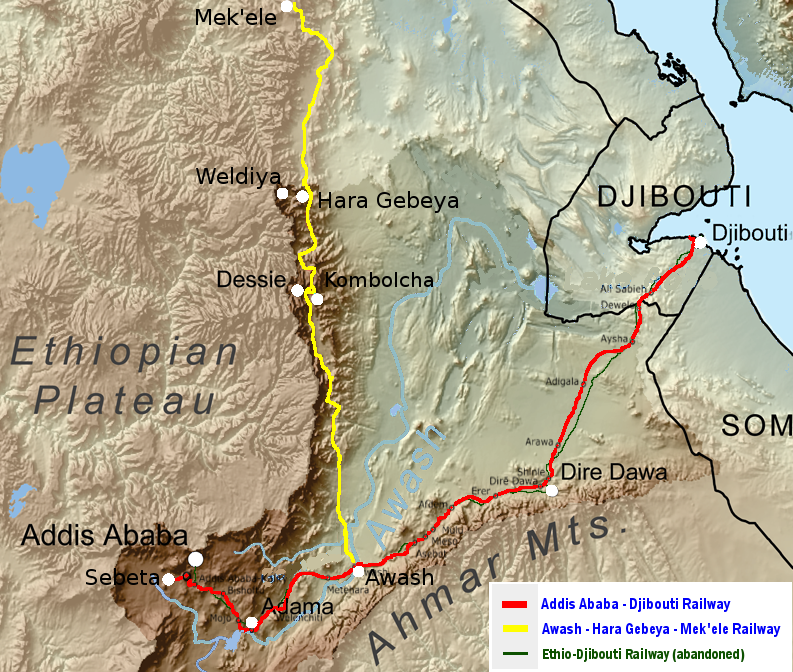
Ferrocarriles en Etiopía:
Addis Ababa–Yibuti
Awash–Hara Gebeya–Mek'ele

Etiopía está construyendo una red ferroviaria de ancho estándar, la Red Nacional de Ferrocarriles de Etiopía, planeada para constar de hasta 5,000 km de vías férreas en varios años. La red ferroviaria sirve a un objetivo estratégico para permitir el desarrollo económico sostenible y estable en el país. El objetivo principal de la red ferroviaria es, entonces, conectar a Etiopía, sin salida al mar, al mercado mundial, garantizando un acceso sin problemas a uno o varios puertos marítimos para el comercio y  transporte de la mayoría de las importaciones y exportaciones . El transporte ferroviario de mercancías parece favorable, si se compara con el transporte por carretera, en términos de volumen, costos, seguridad y velocidad de transporte, tanto para las importaciones como para las exportaciones. El puerto principal para Etiopía es el puerto de Yibuti en Yibuti. Más del 95% del comercio de Etiopía pasa a través de Yibuti.
El puerto de Yibuti es servido por un ferrocarril internacional, el ferrocarril electrificado de calibre estándar de 756 km de Addis Abeba - Yibuti (de los cuales 656 km se ejecutan en Etiopía). Este ferrocarril se inauguró oficialmente en octubre de 2016, pero está en servicio de prueba sin tráfico regular en 2017. Una vez que esté en funcionamiento a fines de 2017 o en 2018, permitirá el transporte de pasajeros y un tiempo de viaje desde Addis Abeba a la ciudad de Yibuti en unas doce horas con una velocidad designada de 120 km/hora.
Otro ferrocarril, el Awash - Hara Gebeya, entraría en servicio durante sus primeros 270 km en 2018. Este segundo ferrocarril une Addis Ababa y el ferrocarril Addis Ababa - Yibuti con el norte de Etiopía. Una vez en funcionamiento durante sus primeros 270 km, posiblemente 2018 o 2019, permitirá el transporte de carga y pasajeros. Un viaje en tren desde Addis Abeba a las ciudades gemelas de Kombolcha y Dessie será posible en aproximadamente seis horas con una velocidad designada de 120 km / hora.

## Carreteras

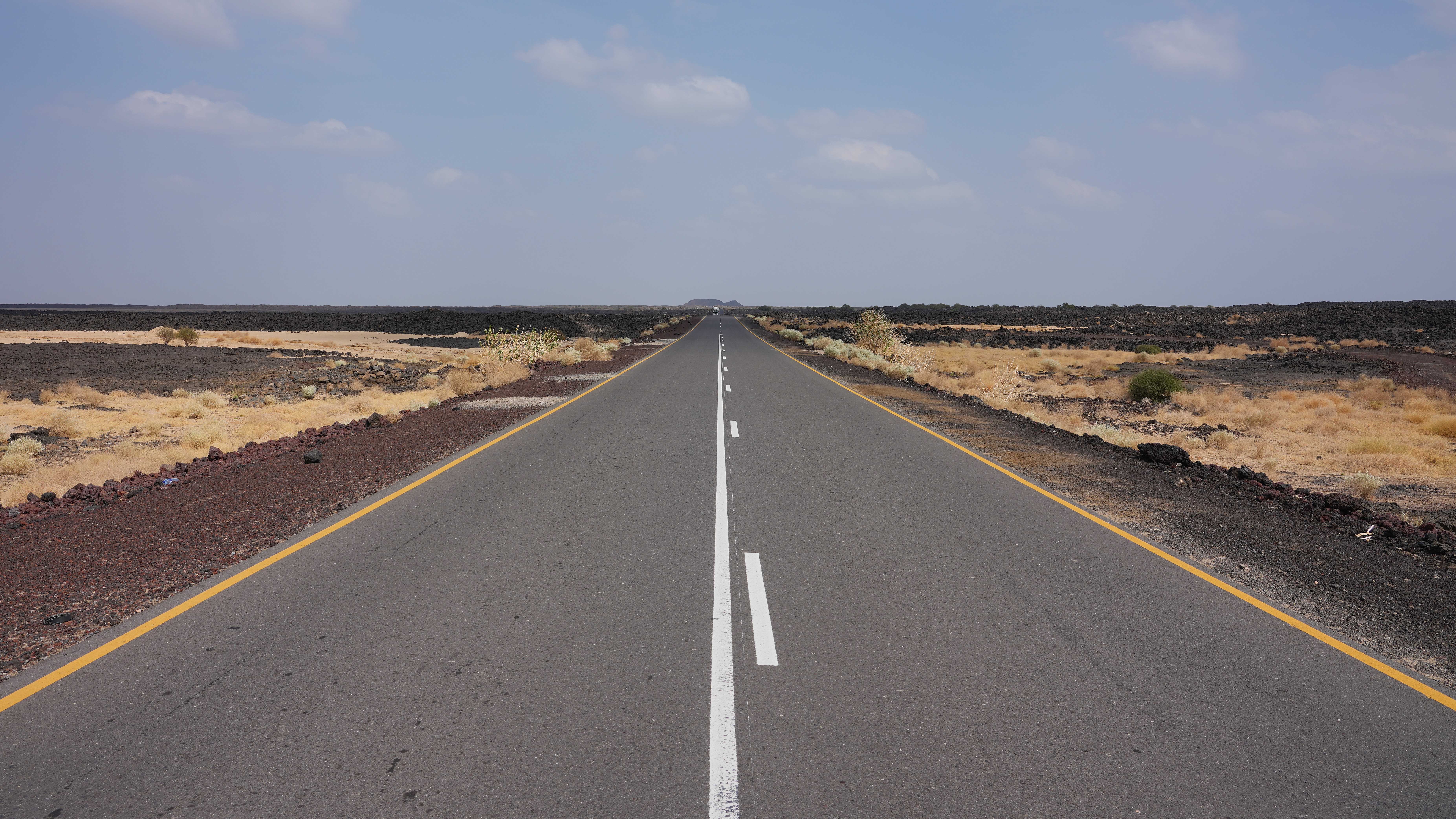
Carretera nueva en el país (2018).

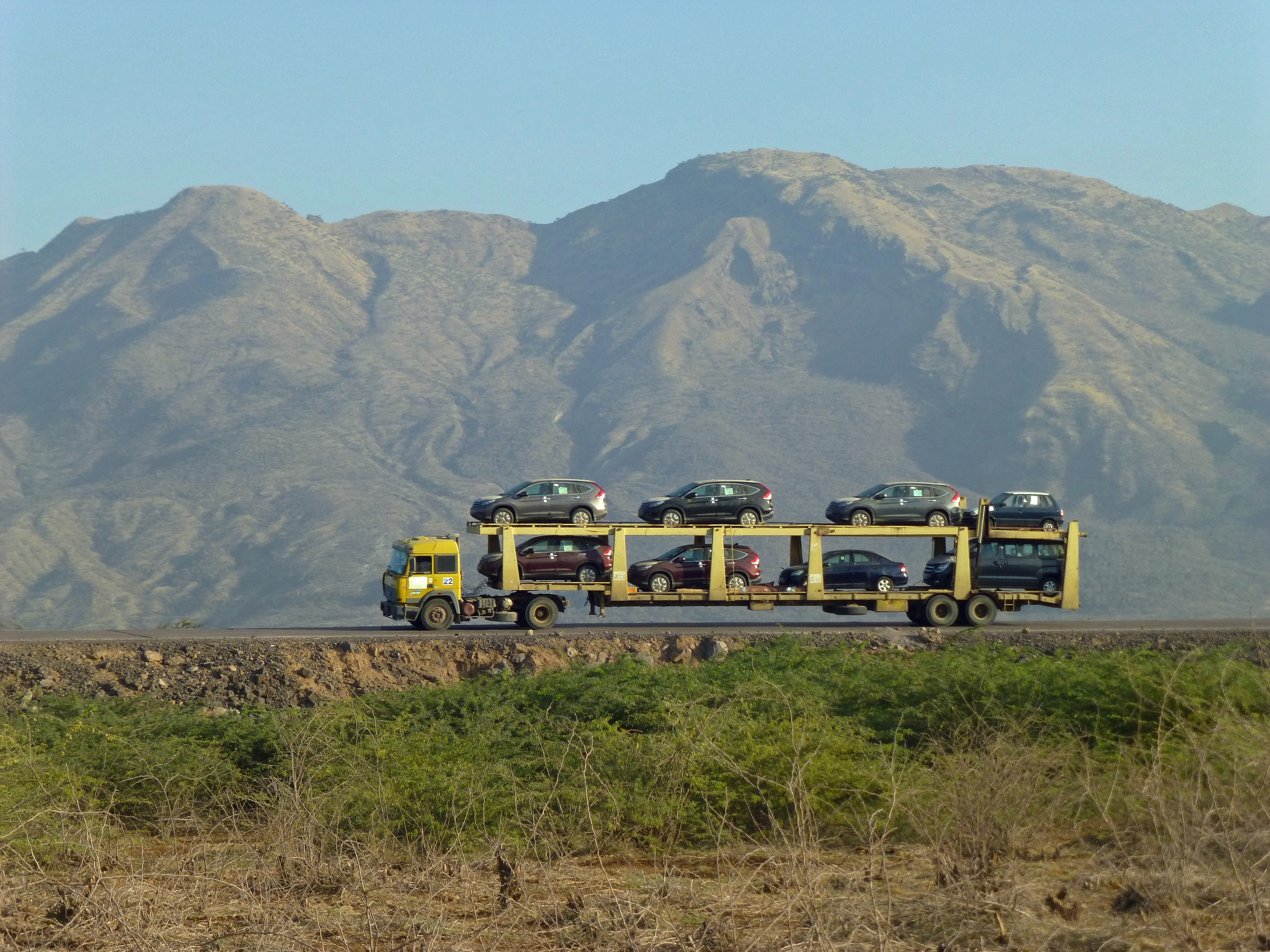
Un auto de transporte en la carretera junto al lago Beseka en la región central de Etiopía.

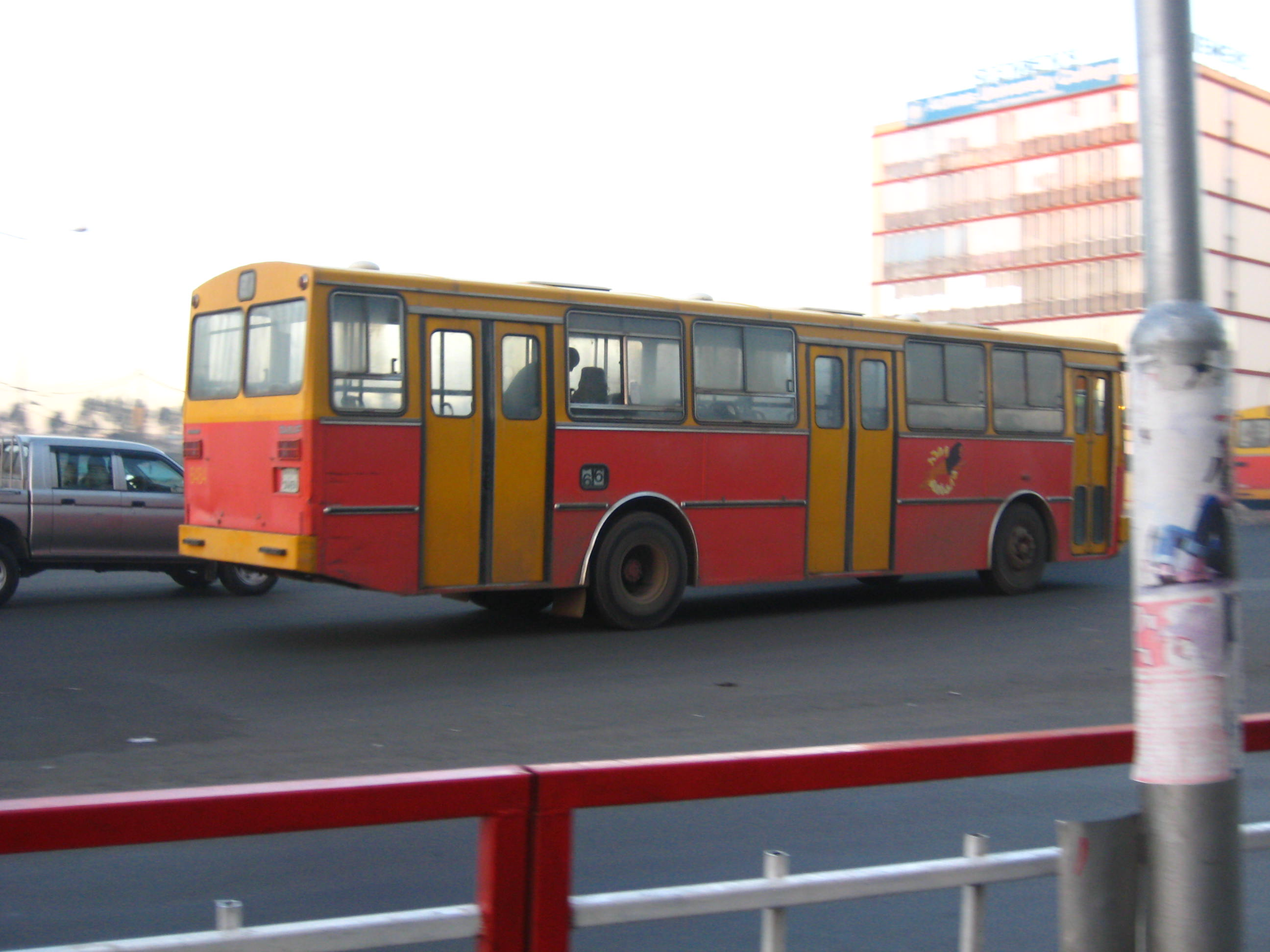
Un bus de Anbessa City Bus Service Enterprise en Meskel, Adís Abeba.

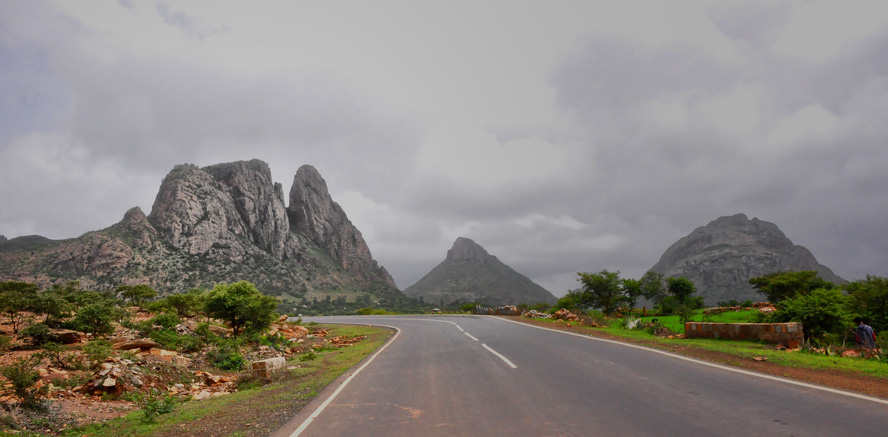
Carretera a Hawzen, una de las muchas construidas por el plan de desarrollo de carreteras del gobierno.

Los proyectos viales ahora representan alrededor de una cuarta parte del presupuesto anual de infraestructura del gobierno federal de Etiopía. Además, a través del Programa de Desarrollo del Sector Vial (RSDP), el gobierno ha destinado $ 4,000 millones para construir, reparar y mejorar las carreteras en la próxima década.
Como primera parte de un Programa de Desarrollo del Sector Vial de 10 años, entre 1997 y 2002, el gobierno inició un esfuerzo sostenido para mejorar su infraestructura de carreteras. Como resultado, a partir de 2002, Etiopía tiene un total (federal y regional) de 33,297 km de carreteras, tanto pavimentadas como con grava. La proporción de carreteras administradas por el gobierno en buena calidad mejoró de 14% en 1995 a 31% en 2002 como resultado de este programa, y a 89% en 2009 la densidad de carreteras aumentó de 21 km por 1000 km 2 (en 1995 ) a 889 km; por 1000 km 2 (en 2009), sin embargo, esto es mucho mayor que el promedio de 50 km por 1000 km 2 para África. [7]
El gobierno de Etiopía comenzó la segunda parte del Programa de Desarrollo del Sector Vial, que se completó en 2007. Esto implicó la mejora o construcción de más de 7.500 km de carreteras, con el objetivo de mejorar la densidad de carreteras promedio de Etiopía a 35 km por carretera. 1000 km 2 , y reducir la proporción del área del país que está a más de 5 km de una carretera para todo clima de 75% a 70%. [8]
Según el Gobierno, ha gastado más de 600 mil millones de birr (USD $ 50 mil millones, € 30 mil millones) en infraestructura desde 1990.
- Total (regional y federal): 101,359 km (2009)
- Asfalto: 90,336 km (2009) (89% de las carreteras en Etiopía es asfalto)
- Ripio: 11.023 km (2009) (11% de las carreteras en Etiopía es grava)
- Mantenido por el gobierno regional : 86.580 km (2009)

Las carreteras principales incluyen: 
No 1 : noreste de Addis Abeba 853 km por Adama y Awash a Bure en la frontera con Eritrea 
No 2 : norte de Addis Abeba 1071 km por Dessie , Mek'ele y Adigrat a Axum 
No 3 : noroeste por el norte desde Addis Ababa a través del Nilo Azul en Dejen y nuevamente en Bahir Dar al este, alrededor del lago Tana, a 737 km hasta Gondar. Parte designada de la carretera transafricana 4 de El Cairo-Ciudad del Cabo (TAH 4) 
n ° 4: al oeste desde Addis Abeba 445 km por Nekemte a Gimbi 
No 5 : al oeste desde Addis Abeba 510 km por Jimma a Metu 
No 6 : al suroeste desde Jimma 216 km hasta Mizan Teferi 
No 7 : al sur desde Mojo 432 km por Shashamane y Sodo a Arba Minch. Parte de la carretera entre Mojo y Shashamane se designa como parte de la Carretera Transafricana 4 de Cairo-Ciudad del Cabo (TAH 4) 
No 8 : al sur de Shashamane, a través de Awasa a Hagere Mariam, 214 km. Parte designada de El Cairo-Ciudad del CaboCarretera Transafricana 4 (TAH 4) 
No 9 : al sur desde Adama 77 km hasta Asella 
No 10 : al este desde Awash 572 km por Harar y Jijiga hasta Degehabur

### Autopistas

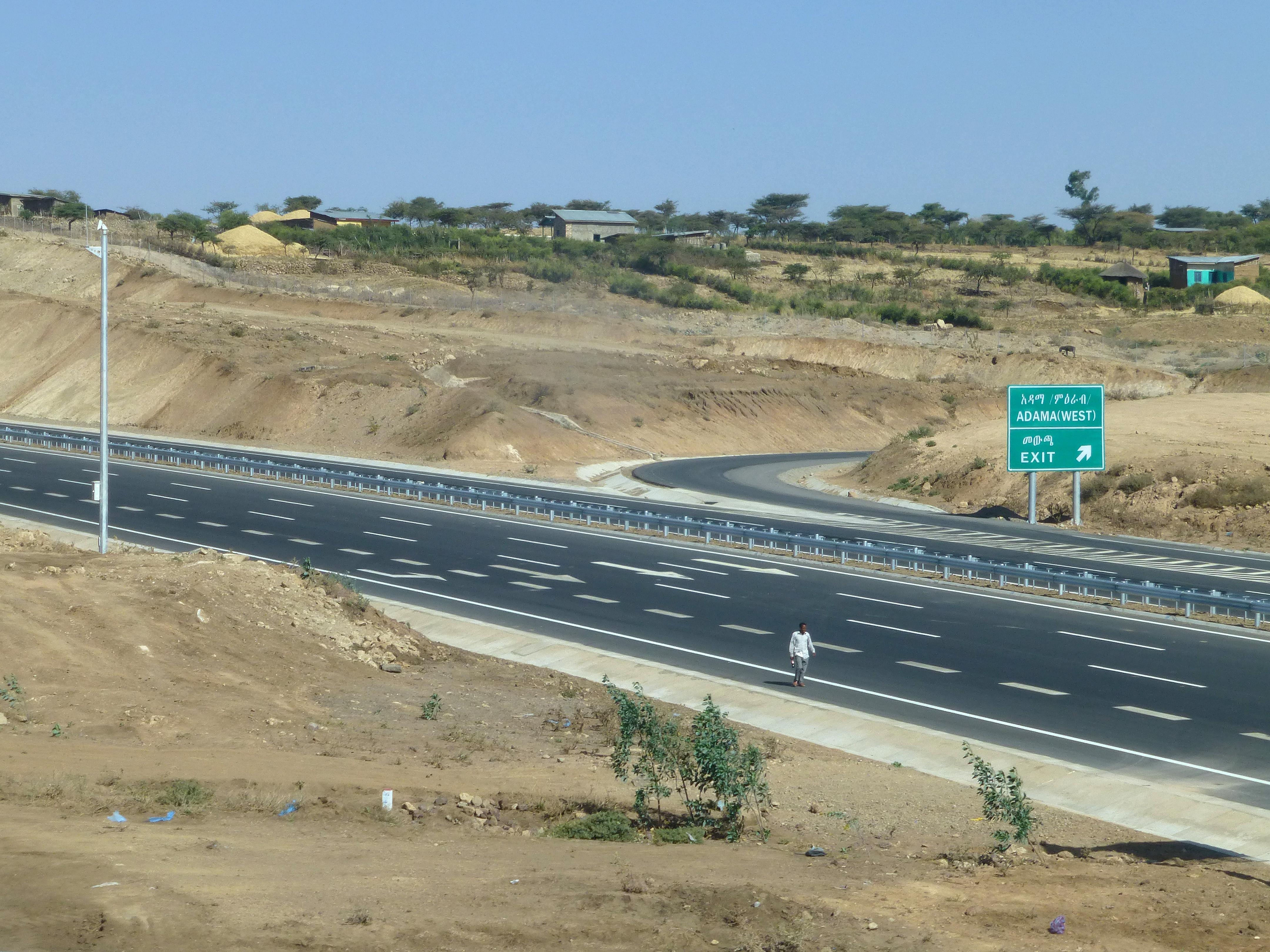
Addis Ababa–Adama Expressway en Adama.

La autopista Addis Abeba-Adama se completó en 2014 como la primera autopista en Etiopía. En diciembre de 2015, comenzó la construcción de una segunda autopista entre Awasa y Mojo , donde se conectará a la autopista existente.
Además, la Autoridad de Carreteras de Etiopía (ERA) ha emprendido un proyecto de tres años para mejorar más de 370 km de carreteras en el país. Se han firmado contratos con la Construcción de Defensa de Etiopía, Ingeniería Ferroviaria de China, Construcción de Eney, Wuyi de China, Construcción de Yotek y Contratista General de FAL.

### Peligro del transporte vehicular
Se dice que Etiopía tiene las tasas más altas de muertes por tráfico de vehículo en el mundo. Esto se debe a muchos factores. Por ejemplo, los caminos están mal mantenidos, iluminados y marcados. Otro factor importante es la gente misma, que ignora las reglas de la carretera. Su indiferencia hacia la seguridad vial pone en riesgo a todos los demás conductores. Debido a esto, se aconseja a los extranjeros que mantengan una distancia segura del automóvil frente a ellos porque el manejo es impredecible; Cualquier cosa puede pasar en un abrir y cerrar de ojos. Incluso los alrededores que implican transporte pueden ser increíblemente peligrosos. Por ejemplo, hay casos en que los robos de vehículos y los robos ocurren en carreteras o calles que están lejos del ojo público. Debido a esto, las personas se ven obligadas a estar muy alertas de sus alrededores.

## Puertos

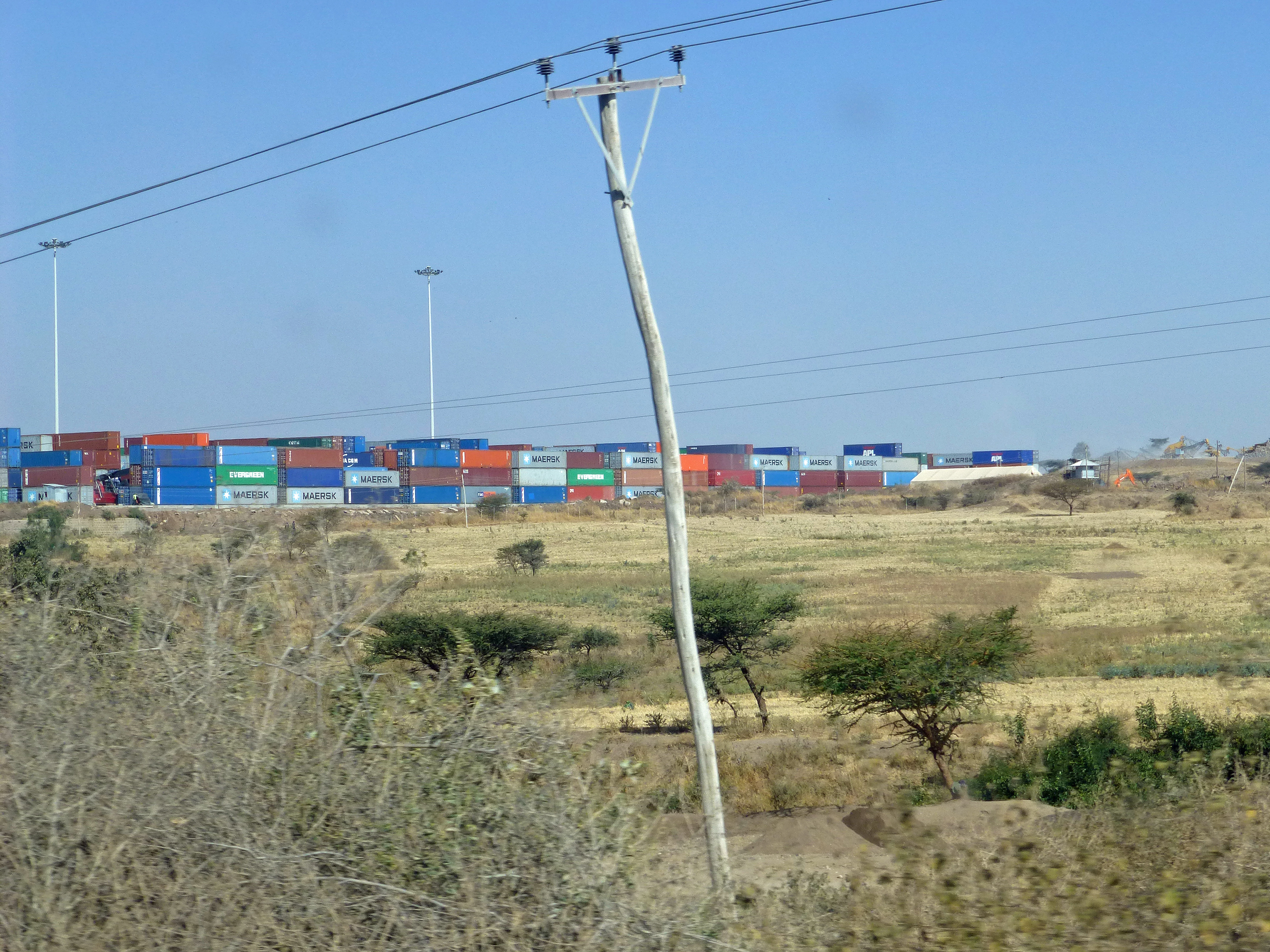
puerto seco de Modjo

Etiopía no tiene salida al mar y estuvo por acuerdo con Eritrea usando los puertos de Asseb y Massawa hasta 1997; Desde la guerra entre Eritrea y Etiopía, han utilizado el puerto de Yibuti para casi todas sus importaciones. Etiopía depende cada vez más de los puertos secos interiores para distribuir la carga, después de que la carga llega de Yibuti. El principal puerto seco es el puerto seco de Modjo .

### Marina mercante
Sólo un río, el Baro se utiliza para el transporte.
Total: 9 buques (con un volumen de 1.000  GT o más) 81.933  GT / 101.287  DWT (2003 est.) 
Buques por tipo: buque de carga 7; portacontenedores 1; petrolero 1; Roll-on / roll-off ship 3 (1999 est.), 1 (2003 est.)

## Aeropuertos

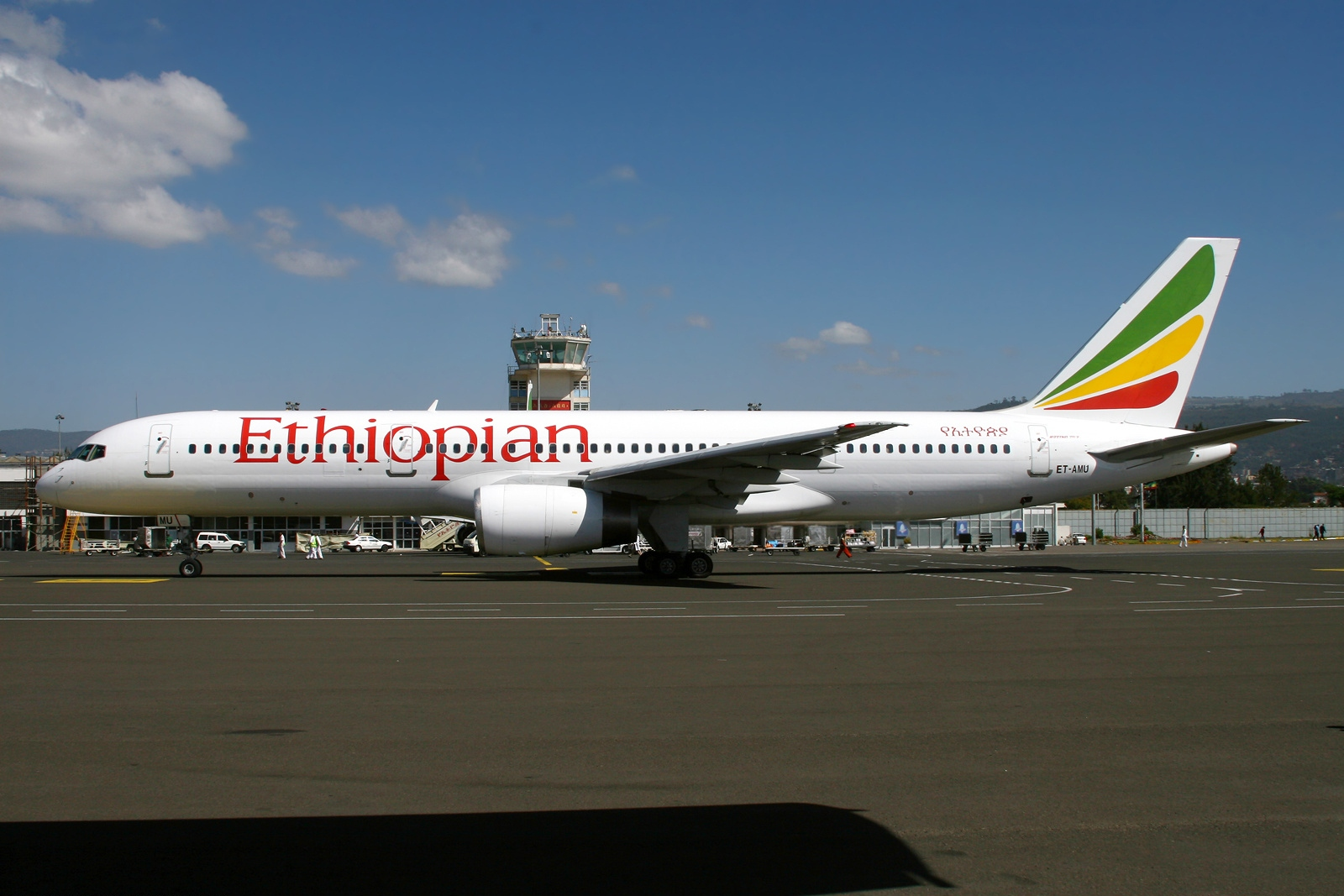
Ethiopian Airlines Boeing 757-23N en el areropuerto internacional Bole Addis Ababa (2008)

Se estimaron 84 aeropuertos en 2005, solo 14 de los cuales tenían pistas pavimentadas a partir de 2005. El Aeropuerto de Addis Abeba se encarga del transporte internacional en avión. Antes de la guerra civil en Etiopía, la aerolínea nacional, Ethiopian Airlines, voló a numerosas ciudades africanas, asiáticas y europeas, y tenía derechos exclusivos sobre el tráfico aéreo nacional. En 2003, se transportaron alrededor de 1.147 millones de pasajeros en vuelos nacionales e internacionales.
Pistas pavimentadas
total: 14 
sobre 3,047 m: 3 
2,438 a 3,047 m: 5 
1,524 a 2,437 m: 5 
914 a 1,523 m: 1 (2003 est.)
Pistas de tierra sin pavimentar
total: 68 
sobre 3,047 m: 3 
2,438 a 3,047 m: 2 
1,524 a 2,437 m: 13 
914 a 1,523 m: 27 a 
menos de 914 m: 23 (2003 est.)